# Geraldia paucipila
Geraldia paucipila là một loài ruồi trong họ Tachinidae.